# Tréhorenteuc
Tréhorenteuc (Gallo Terhantoec, bretonisch Trec’horanteg) ist eine französische Gemeinde mit 112 Einwohnern (Stand 1. Januar 2022) im Département Morbihan in der Region Bretagne.

## Geografie
Tréhorenteuc liegt rund 46 Kilometer westlich von Rennes im Nordosten des Départements Morbihan. Die Gemeinde liegt an der Grenze zum Département Ille-et-Vilaine.
Nachbargemeinden sind Néant-sur-Yvel im Westen, Nordwesten und Norden, Paimpont im Osten, Campénéac im Süden sowie Loyat im Südwesten.

## Bevölkerungsentwicklung
| Jahr                       | 1962 | 1968 | 1975 | 1982 | 1990 | 1999 | 2006 | 2019 |
| -------------------------- | ---- | ---- | ---- | ---- | ---- | ---- | ---- | ---- |
| Einwohner                  | 157  | 142  | 110  | 109  | 126  | 117  | 110  | 116  |
| Quellen: Cassini und INSEE |      |      |      |      |      |      |      |      |

## Sprache
Im Frühmittelalter wurde die Gegend durch Bretonen besiedelt und deren Umgangssprache Alltagssprache. Bei der Zweiten Rückzugswelle der Bretonischen Sprache im Spätmittelalter (zwischen 1200 und 1500) kam es zum Sprachwechsel hin zum Gallo. Dieser Dialekt des Französischen ist mittlerweile beinahe ausgestorben und die Bevölkerung spricht heute französisch.

## Sehenswürdigkeiten
- Val sans retour
- Kirche Sainte-Onenne
- Herrenhaus Les Rues-Neuves (auch château de Gurwan)
- Garten der Mönche

Siehe auch: Liste der Monuments historiques in Tréhorenteuc

### Dorfkirche Sainte-Onenne
Die kleine Kirche Sainte-Onenne wurde im 17. Jahrhundert erbaut und in den Jahren 1942 bis 1962 vom Dorfpfarrer Gillard von Grund auf restauriert. Pfarrer Gillard hatte eine große Leidenschaft für die Artussage und den Heiligen Gral. Heute sind die prägenden Gestaltungselemente der Kirche der Artussage entlehnt und sind damit ein Beispiel, wie alte Mythen auch in der Moderne Einzug in die christliche Mythologie finden.

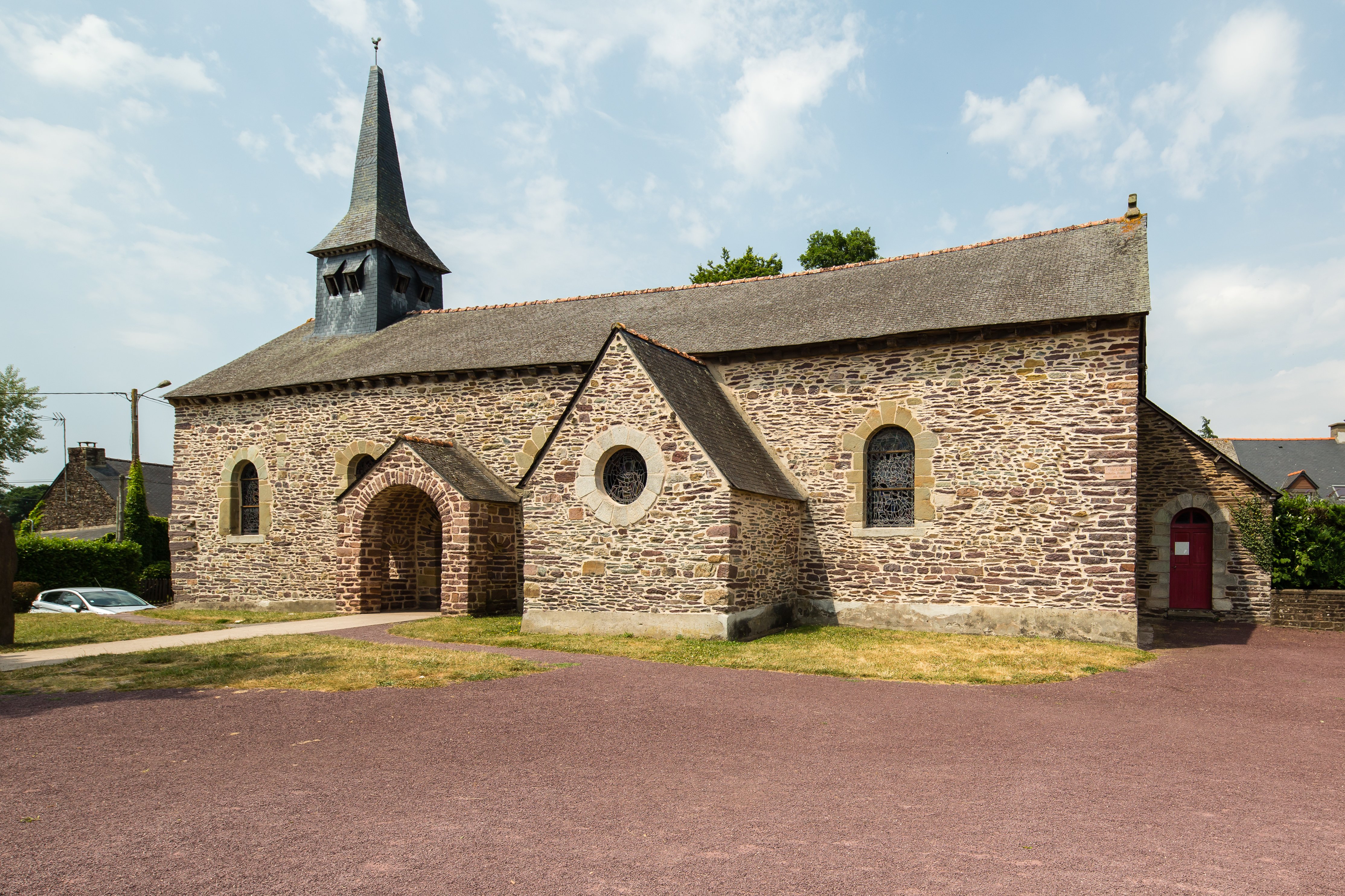
Kirche Sainte-Onenne
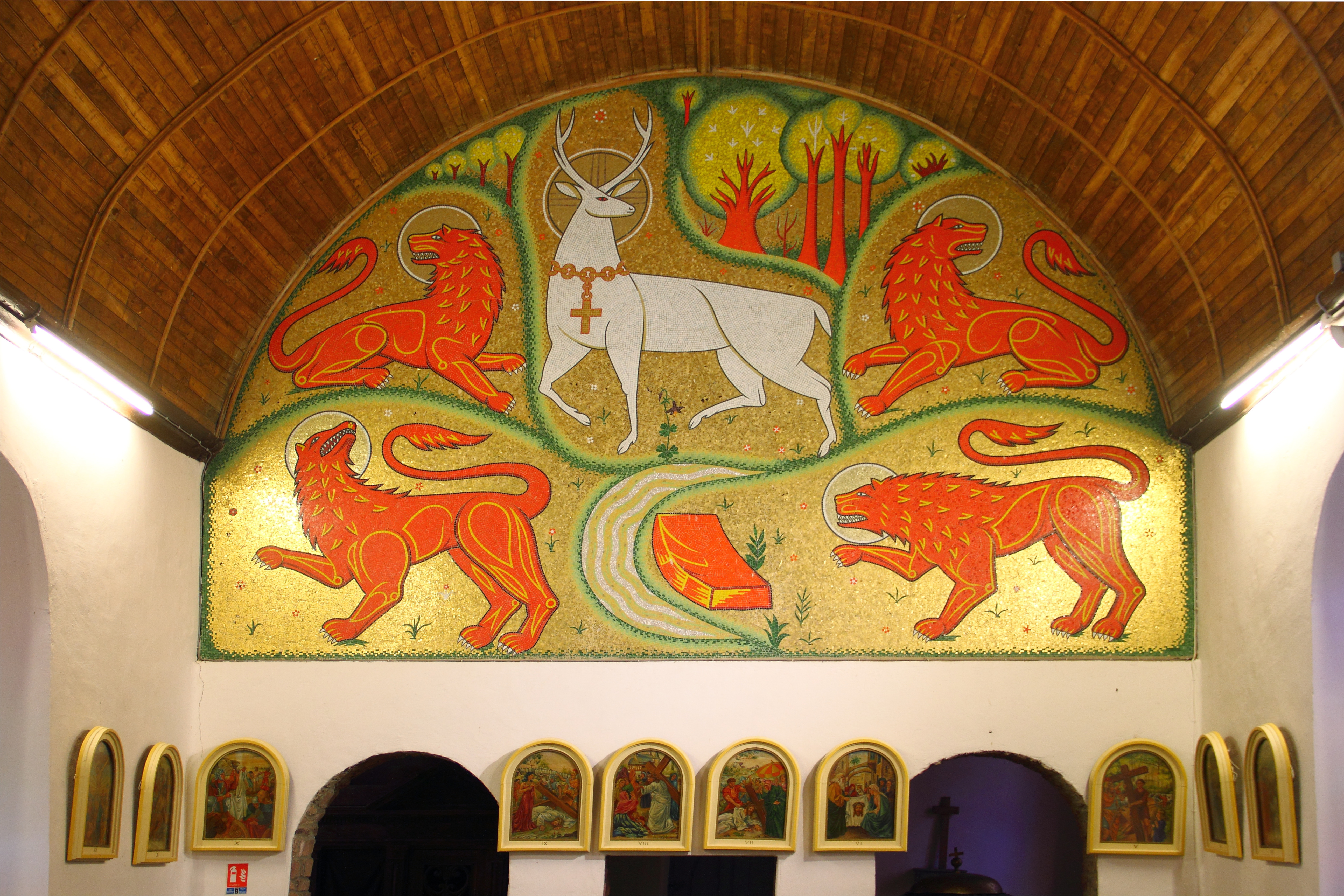
Innenansicht der Kirche Sainte-Onenne
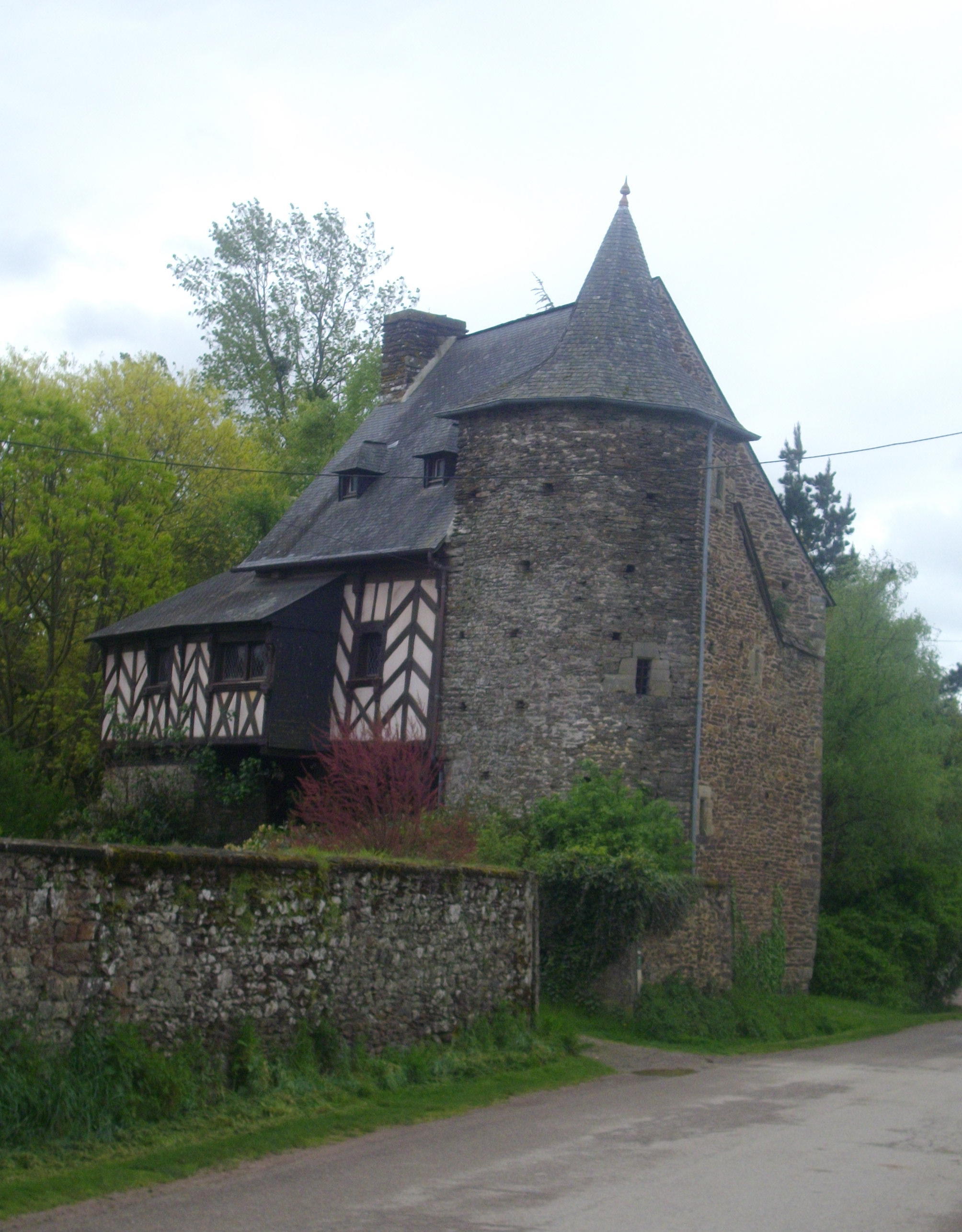
Herrenhaus Les Rues-Neuves
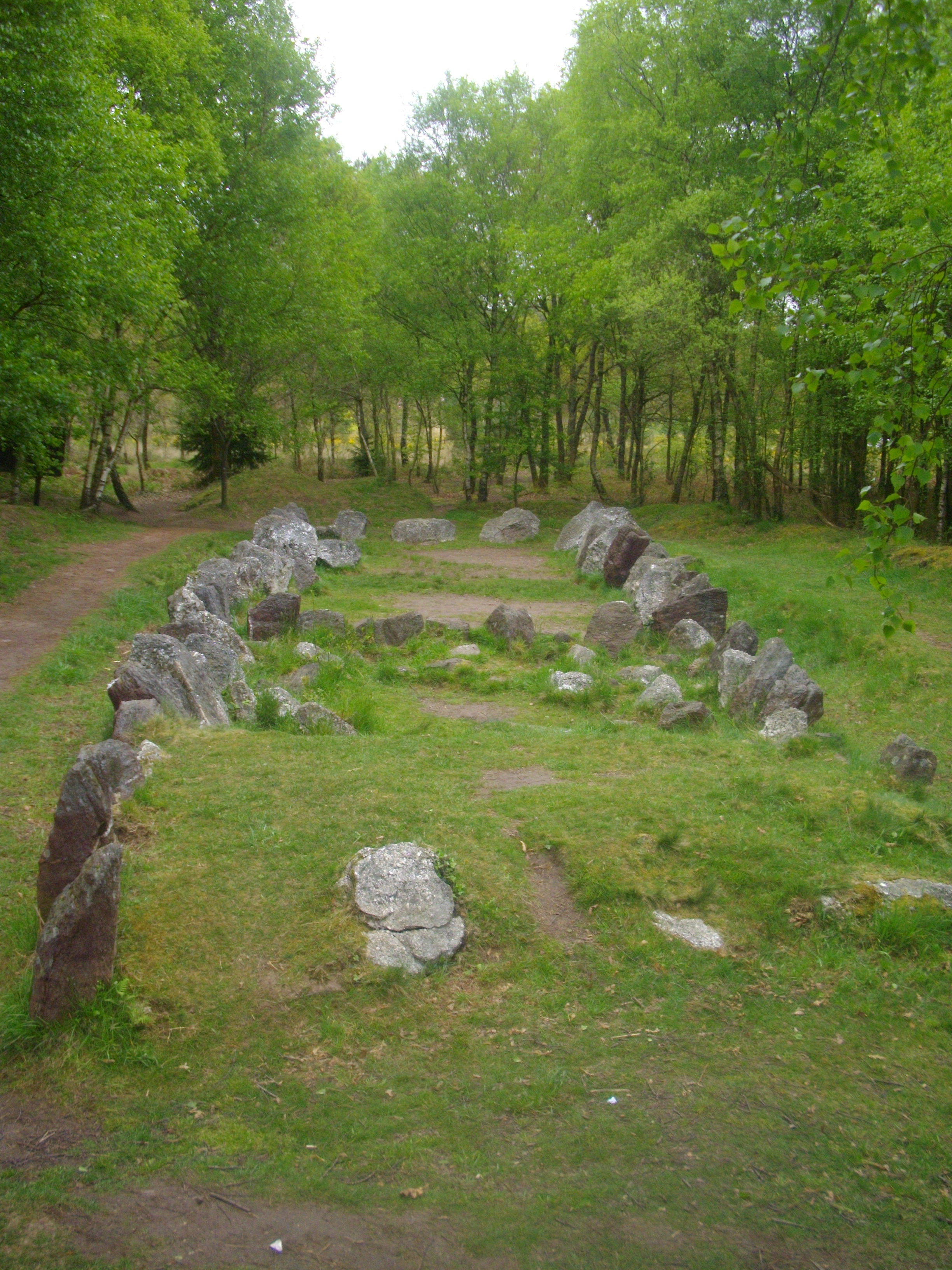
„Garten der Mönche“